# Рассейка
Рассе́йка (укр. Росєйка) — посёлок, относящийся к территории села Приморское Белгород-Днестровского района Одесской области Украины.

## Расположение
Посёлок представляет собой бальнео-грязевый курорт, окружённый с трёх сторон водоёмами. С одной стороны находится озеро Малый Сасик, с другой — Джантшейское озеро, с третьей — озеро Шаганы с лечебной грязью.
Соленоводный лиман Шаганы входит в систему лиманов Сасык—Шаганы—Алибей—Бурнас, получивших статус международных водно-болотных угодий и занесённых в список Рамской конвенции об охране заповедных мест.
Озёра и лиман вокруг курорта Рассейка являются местом поселения и гнездования множества водоплавающих птиц. Всего более 200 видов, 28 видов из которых занесены в Красную книгу.

## Курортная база
На территории курорта Рассейка расположено более 50 баз отдыха. Длина морской косы с пляжами составляет около 50 км, ширина 100—300м. Курорт с морским побережьем соединяют деревянные мосты, проложенные через озеро.
В центре посёлка имеются магазины, кафе, бары, дискотеки, интернет-кафе, торговые ряды, два больших рынка, вещевой рынок. Многие кафе курорта предлагают «живую» музыку. При этом базы отдыха в Рассейке обычно удалены от шумных кафе и дискотек.

## Транспорт
Автомобильный транспорт является основным в посёлке. Приехать в Рассейку можно одним из нижеперечисленных способов:
- автобусом «Одесса—Приморское» от г. Одессы, станция «Привоз» (около 4 часов), от г. Татарбунары (около 1 часа);
- личным автотранспортом можно доехать примерно за 2 часа по автотрассе Одесса—Рени, следуя таким маршрутом: Одесса—Маяки—Монаши—Сарата—Татарбунары—Заречное—Лиман—Приморское—Рассейка.
- автобусом «Измаил—Рассейка», отправление: пятница — 15.00 из Измаила; воскресенье — 15.00 из Рассейки.